# Ваљанка-Виланешти (Бузау)
Ваљанка-Виланешти (рум. Văleanca-Vilănești) насеље је у Румунији у округу Бузау у општини Бреаза. Oпштина се налази на надморској висини од 329 m.

## Становништво
Према подацима из 2002. године у насељу је живело 407 становника, од којих су сви румунске националности.